# 청색 숙고사 장옷
청색숙고사장옷(靑色熟庫紗長衣)은 조선 후기에 여자들이 쓰던 장옷이다. 옷의 겉감에 희자나 운자를 새긴 장옷이라 하여 희운문단장옷(囍雲紋緞長衣)으로도 불리었다. 1979년 1월 23일 대한민국의 중요민속자료로 지정되었다.

## 개요
이 장옷은 옥색명주장옷과 유사한 쓰개전용으로 만들어진 옷이다. 겉감은 청색 숙고사(여름용 비단)이며 여기에 수(壽)자와 희(囍)자, 운(雲)자를 새겼다. 깃과 고름, 그리고 겨드랑이 밑에 달린 삼각무는 자주색이다. 옷섶은 2개가 달린 쌍섶이며 고름은 섶과 깃의 경계에 하나 붙어있고, 섶의 중간 쯤에 또 하나가 붙어있어 2개의 고름이 달렸는데, 고름 역시 자주색이다. 장옷의 가장자리는 0.3cm정도의 검은 선을 둘렀으며, 소매 끝에는 길이 27cm의 한삼이 달려있다. 깃은 목판 깃이다. 뒷길부분의 아래쪽과 고름에 옷감을 제직한 공장의 이름<별품사(別品紗)>이 부분적으로 남아 있다.

## 장옷
장옷은 조선 후기에 여자들이 나들이 할 때 얼굴을 가리기 위하여 사용하던 내외용 쓰개 중 하나이다.
우리 나라는 예부터 부녀자가 외출 때에는 다른 사람에게 얼굴을 보이지 않는 것을 미덕으로 삼았다. 때문에 고려시대에는 몽수를 썼으며, 조선시대에는 너울을 사용하였다.
| “ | 사족의 매가 백의로써 얼굴을 싸고 보행하거나 왕래함은 패려라 하고 그 가장인 형을 추문하였다. | ” |
|   | — 중종실록, 동왕 21년 12월조                                                                |   |

즉, 사족의 부녀가 외출 때 너울대신 옷으로써 얼굴을 가린 것이 문제가 되고 있다. 장의는 원래 남자의 평상복이었으나 세조 때부터 여자들이 착용하다가 내외법이 강화된 조선후기에는 얼굴을 가리는 쓰개로 머리에 쓰게 되었다. 상류층 부인들은 외출 때 가마를 탔고 일반 부녀들은 장옷이나 쓰개치마ㆍ삿갓을 썼다. 문헌의 기록과 덕온공주의 유물 중 장옷이 있는 것으로 보아 장옷은 보편적으로 착용됐다고 본다.
개화기에 장옷을 벗은 사람은 전도부인과 사회 활동을 하는 여인들이었는데 황현은 매천야록에서 이지용의 부인이 아무것도 쓰지 않고 인력거를 탄다고 심하게 꾸짖었다. 장옷을 벗게 한 여학교에서 자퇴를 막기 위해 박쥐우산을 주었다.

## 참고 자료
- 청색 숙고사 장옷 - 국가유산청 국가유산포털
- 본 문서에는 서울특별시에서 지식공유 프로젝트를 통해 퍼블릭 도메인으로 공개한 저작물을 기초로 작성된 내용이 포함되어 있습니다.